# 3-я Пазарджикская повстанческая оперативная зона
3-я Пазарджикская повстанческая оперативная зона (болг. Трета Пазарджишка въстаническа оперативна зона) — территориальная и организационная единица в составе Народно-освободительной повстанческой армии Болгарии во время Второй мировой войны.

## История
3-я Пазарджикская повстанческая оперативная зона в составе Народно-освободительной повстанческой армии Болгарии была образована в апреле 1943 года Пазарджикской окружной организацией БРП (к). Зона была разделена на четыре военно-оперативных района: Панагюрский, Чепинский, Варварский и Еледжикский. По указанию ЦК БРП (к) и Главного штаба НОВА был сформирован штаб в следующем составе:
- Командир повстанческой зоны: Методий Шаторов
- Политический комиссар: Стоян Попов[болг.]

## Структура
В составе 3-й Пазарджикской повстанческой оперативной зоны действовали две партизанские бригады «Чепинец» и имени Георгия Бенковского, два партизанских отряда имени Ангела Кынчева и имени Панайота Волова, а также разные боевые группы БКП.